# Neverwinter Nights: Shadows of Undrentide
Neverwinter Nights: Shadows of Undrentide (NWN: SoU) — ролевая компьютерная игра, первое дополнение к Neverwinter Nights, созданное компаниями Floodgate Entertainment и BioWare и опубликованное Infogrames Entertainment (ныне Atari). Дополнение добавляет в игру новую кампанию, а также пять престиж-классов (Волшебный Стрелок, Убийца, Чёрный Страж, Разведчик Арфистов, Танцор Теней), новых существ, фиты, заклинания и другие особенности, как, например, возможность управлять инвентарём наёмника.

## Сюжет

### Глава первая
Действие кампании разворачивается одновременно с действием кампании оригинальной игры. Протагонист является учеником дварфа-искателя приключений Дрогана Дрогансона в маленькой деревушке Хиллтоп в Серебряных Пределах и обучается вместе с другими учениками - Ксаносом, Дорной и Мишей. Кампания начинается с нападения кобольдов на деревню. Дроган ранен и страдает от яда, некоторые ценнейшие артефакты из его лаборатории похищены.

Начало кампании. Кобольды атакуют Учителя Дрогана.

Вскоре после нападения прибывает Айала, эльф-Арфист. С помощью своей магии она стабилизирует состояние Дрогана и рассказывает о том, что она с Дроганом являются членами ордена Арфистов. Задачей Дрогана, как Арфиста, была охрана магических артефактов: мумифицированная рука погибшего лича Бельферона, зуб дракона, маска, когда-то принадлежавшая могущественному жрецу Лорда Теней, и статуэтка в форме башни, найденная в могиле посреди пустыни. Задание по возврату артефактов ложится на протагониста, как на любимого ученика Дрогана.
Во время поисков герой обнаруживает, что неизвестная колдунья по имени Дж'На намеревается собрать коллекцию из пропавших артефактов для таинственной женщины в капюшоне. Изначально Дж'На заключила альянс с обитающим неподалёку белым драконом Тимофарраром, который правил кобольдами. Но, не желая делиться, она приказала своим гноллам атаковать кобольдов после нападения на Хиллтоп. В процессе сбора всех четырёх артефактов выясняется, что статуэтка башни, ранее считавшаяся наименее ценной, на самом деле скрывает в себе кристал огромной магической мощи. Дроган, едва оправившийся от действия яда, просит героя проконсультироваться по поводу кристала у археолога по имени Гаррик, изучающего руины древних Нетерезов в пустыне Анорач.

### Интерлюдия
По просьбе Дрогана, герой отбывает в Анорач с караваном халфлингов. Они направляются к маленькому поселению приверженцев Ао, где, по последним сведениям, находится Гаррик. Увидев кристал, Гаррик узнаёт в нём мифаллар, могущественный артефакт древней расы Нетерезов. Подобные артефакты использовались Нетерезами для того, чтобы держать в воздухе их летающие города. Гаррик также упоминает ещё одну группу археологов, исследовавших руины неподалёку, в Долине Ветров, и атакованных таинственной женщиной в капюшоне. Женщина, ведущая за собой отряд демонических тварей, пытается открыть какой-то портал. Герой узнаёт в таинственной женщине ту, что стояла за Дж'На. Отправившись в руины, герой видит, как женщина в капюшоне уходит через портал. В этот момент к герою телепортируется Дроган. Вместе они активируют портал повторно, только чтобы обнаружить, что таинственная женщина установила на нём ловушку. Дроган, используя магический щит против рушащихся стен, жертвует собой, чтобы дать возможность протагонисту войти в портал.
Пройдя сквозь портал, герой вновь оказывается в пустыне. В древних руинах он/она сталкивается с таинственной женщиной в капюшоне. Здесь она раскрывает свою истинную сущность - это медуза, ужасный монстр со змеями вместо волос. Взгляд медузы превращает героя в каменную статую. Медуза без труда забирает мифаллар из окаменевших пальцев протагониста. Хьюродис (Heurodis) - так зовут медузу - собирается использовать мифаллар, чтобы восстановить древний летающий город Нетерезов - Андрентайд. С такой мощью она сможет править всем Фаэруном.

### Глава вторая
Окаменевший герой попадает в руки торговца Аштары, представителя расы ящеролюдей, который возвращает ему/ей прежнюю форму и надевает ошейник раба. Отныне герою предстоит выполнять задания Аштары по поиску сокровищ в руинах Андрентайда. Впрочем, после успешного уничтожения големов-стражей, мешавших рабам Аштары обыскивать руины, ящер освобождает протагониста, позволяя продолжить погоню за Хьюродис, которая на тот момент находится на заключительной стадии ритуала по восстановлению летающего города. Выясняется, что Хьюродис обосновалась на вершине Башни Ветров, закрыв вход в башню мощным магическим барьером. Чтобы снять барьер, герою необходимо собрать три магических артефакта - Мудрый Ветер, Тёмный Ветер и Ветер Смерти. Пока герой собирает Ветры и поднимается на вершину башни, Хьюродис завершает ритуал и поднимает Андрентайд в небо. На вершине башни протагонист сходится с медузой, которая теперь стала личем, в финальной схватке. Ему/ей приходится уничтожать кристаллы, через которые струится энергия мифаллара. Это высвобождает энергию, и город начинает падать. Зная, что Хьюродис может пережить падение города, герой убивает её, после чего использует магическое зеркало, найденное ранее в Андрентайде, чтобы убежать в План Теней и избежать смерти.

## Отзывы
| Сводный рейтинг | Сводный рейтинг |
| Агрегатор       | Оценка          |
| --------------- | --------------- |
| GameRankings    | 81,88 %         |

Дополнение получило множество позитивных отзывов от разнообразных игровых обозревателей. Сайт Absolute Games выставил игре оценку 90%, а сайт Лучшие Компьютерные Игры - 95%.